# Grammosolen truncatus
Grammosolen truncatus är en potatisväxtart som först beskrevs av Ernest Horace Ising, och fick sitt nu gällande namn av L. Haegi. Grammosolen truncatus ingår i släktet Grammosolen och familjen potatisväxter. Inga underarter finns listade i Catalogue of Life.